# Volgograd
Volgograd (AFI: [ˈvɔlɡoɡrad]; in russo Волгогра́д? [vəɫɡɐˈɡrat] ), più raramente Volgogrado, già Caricyn (in russo Цари́цын? , traslitterato anche Tsaritsyn o in passato Zarizin) dal 1598 al 10 aprile 1925 e Stalingrado (in russo Сталингра́д?, Stalingrád ) fino al 10 novembre 1961, è una città della Russia di circa un milione di abitanti, capoluogo dell'oblast' omonima. Si trova nella Russia europea, lungo le rive del fiume Volga.
L'antica Caricyn, ai tempi dell'impero zarista, era la residenza dello Zarevic, delfino della casa imperiale ed erede al trono. Roccaforte "bianca", fu espugnata durante la guerra civile (1918-1921), dopo una sanguinosa battaglia, dalle milizie bolsceviche agli ordini del comandante Dmitrij Petrovič Žloba, che con la sua "brigata d'acciaio" era stato richiamato sul posto dal giovane Stalin, a cui fu poi intitolata la città. Durante la seconda guerra mondiale la città fu teatro di una gigantesca e lunga battaglia, tra la Wehrmacht tedesca e l'Armata Rossa che si concluse, dopo oltre sei mesi di combattimenti, con la decisiva vittoria dell'Unione Sovietica. Stalingrado venne completamente distrutta nel corso della sanguinosa battaglia.
La città, che si estende per circa 70 km sul lato ovest del fiume Volga, rimane un grande centro industriale con le sue storiche fabbriche metalmeccaniche, siderurgiche e dell'industria degli armamenti. Volgograd è formata da vari quartieri, autonomi per quanto riguarda servizi come scuole, ospedali e centri commerciali. Nella parte meridionale si trova la chiusa che dà l'inizio al canale Volga-Don, sul quale possono transitare navi anche di grosso tonnellaggio.

## Bandiera
La bandiera della città di Volgograd è un rettangolo di tessuto rosso, con una medaglia al centro. Il colore rosso, colore molto rappresentato sulle bandiere russe, simboleggia il coraggio, lo spargimento di sangue in nome della patria, la forza, l'energia e la potenza.

## Storia
La storia di Volgograd ha inizio con la fondazione, nel 1589, della fortezza di Caricyn, proprio nel punto di confluenza tra il fiume Carica e il Volga. La fortezza, che prese il nome dalla locale lingua tatara, aveva lo scopo di difendere l'instabile confine meridionale della Russia e divenne presto un importante centro economico. Fu catturata due volte dai Cosacchi ribelli, da Sten'ka Razin durante la ribellione del 1670 e da Emel'jan Pugačëv nel 1774. Caricyn divenne un importante porto fluviale e un centro di commercio nel XX secolo.
La città è stata teatro di furiosi combattimenti durante la Guerra civile russa. Le forze bolsceviche occuparono la città durante il 1918, ma furono poi attaccate da forze controrivoluzionarie al comando di Anton Ivanovič Denikin. Durante la battaglia per Caricyn (Volgograd) i bolscevichi furono respinti indietro e circondati, e solo l'intervento di Iosif Stalin, successivamente nominato locale presidente del comitato militare, spostò l'ago della bilancia in favore dei bolscevichi, richiamando sul posto, dal vicino Caucaso, la Brigata d'Acciaio agli ordini del comandante Dmitrij Žloba. In onore di Stalin e dei suoi sforzi, la città fu rinominata Stalingrado (letteralmente: "città di Stalin" Stalin e di gorod, città in russo) il 10 aprile 1925. Sotto Stalin, la città divenne fortemente industrializzata e si sviluppò come centro di industria pesante e di trasporto sia su ferrovia che su fiume.

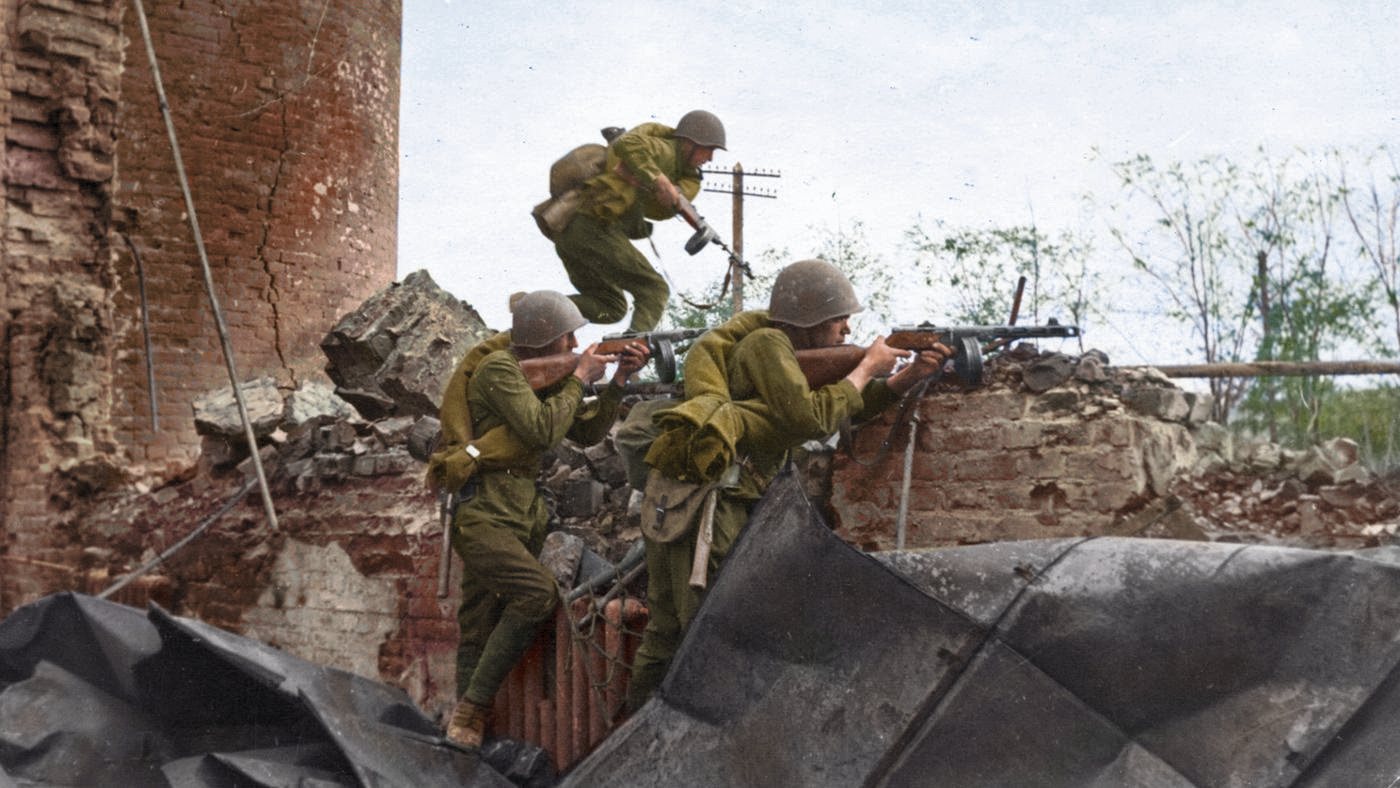
Soldati sovietici impegnati nei combattimenti nelle rovine di Stalingrado.

Durante la seconda guerra mondiale, la città assunse un'estrema importanza durante la battaglia di Stalingrado, che divenne il punto di svolta cruciale della guerra contro la Germania nazista e i suoi alleati. La battaglia durò dal 17 luglio 1942 al 2 febbraio 1943. Due milioni di soldati sia dell'Asse sia sovietici furono uccisi, feriti o catturati; circa 40 000 civili persero la vita.
La città venne ridotta in macerie durante la feroce lotta, il combattimento spesso avvenne quartiere per quartiere e casa per casa. La ricostruzione della città iniziò poco dopo la vittoria sovietica. Per l'eroismo dimostrato durante la battaglia, a Stalingrado è stato assegnato il titolo di Città Eroina nel 1945 e il re Giorgio VI del Regno Unito incoronò i cittadini di Stalingrado per il coraggio che dimostrarono durante il conflitto. Negli anni sessanta, a ricordo della grande battaglia, è stato eretto sulla collina di Mamaev Kurgan, non lontano dal centro della città, un complesso monumentale, dominato dalla statua La Madre Patria chiama!. Il museo, che si trova lungo il fiume Volga, contiene numerosi cimeli della seconda guerra mondiale, tra cui una pittura panoramica del campo di battaglia dal monumento Mamaev Kurgan.
Il 10 novembre 1961, per decisione dell'allora segretario generale del PCUS Nikita Chruščёv, il nome della città fu cambiato in Volgograd, ovvero Città del Volga, nel quadro delle politiche di destalinizzazione dell'URSS. Questa scelta generò all'epoca diverse controversie, data la fama del nome Stalingrado. Vi furono parecchie proposte per ripristinare di nuovo il nome di Stalingrad durante la breve amministrazione nel 1985 del segretario generale Černenko.
Il 31 gennaio 2013, l'autorità di Volgograd con voto unanime favorevole, ha approvato il ritorno all'utilizzo del vecchio nome della città "Stalingrado" in cinque date simboliche, tra le quali l'anniversario della vittoria dell'esercito sovietico su quello tedesco. Il cambio simbolico del nome in queste date è stata voluta nell'ottica storico-patriottica adottata dal presidente Vladimir Putin.
Nel 2021, il partito di centrosinistra Russia Giusta ha promosso un sondaggio per ridare il vecchio nome di Stalingrado alla città. Il 68% degli intervistati è risultato favorevole, mentre il 28% contrario.

## Economia
Volgograd è un'importante città industriale. Vi sono cantieri navali, raffinerie petrolifere, produzioni di acciaio, alluminio e prodotti chimici. Vi sono, inoltre, stabilimenti per la fabbricazione di macchinari e veicoli. In ambito energetico, è degna di nota un'importante centrale idroelettrica situata a nord della città. 
Le tre storiche fabbriche di Volgograd, divenute famose durante la terribile battaglia del 1942-43, sono ancora la Titan-Barrikadij, che produce principalmente artiglieria e sistemi missilistici per l'esercito russo, la Fabbrica metallurgica "Ottobre Rosso", che produce acciai speciali per le costruzioni meccaniche, e la Fabbrica di trattori VgTZ che ha dismesso gran parte della produzione di macchine agricole ma continua la produzione di veicoli militari.

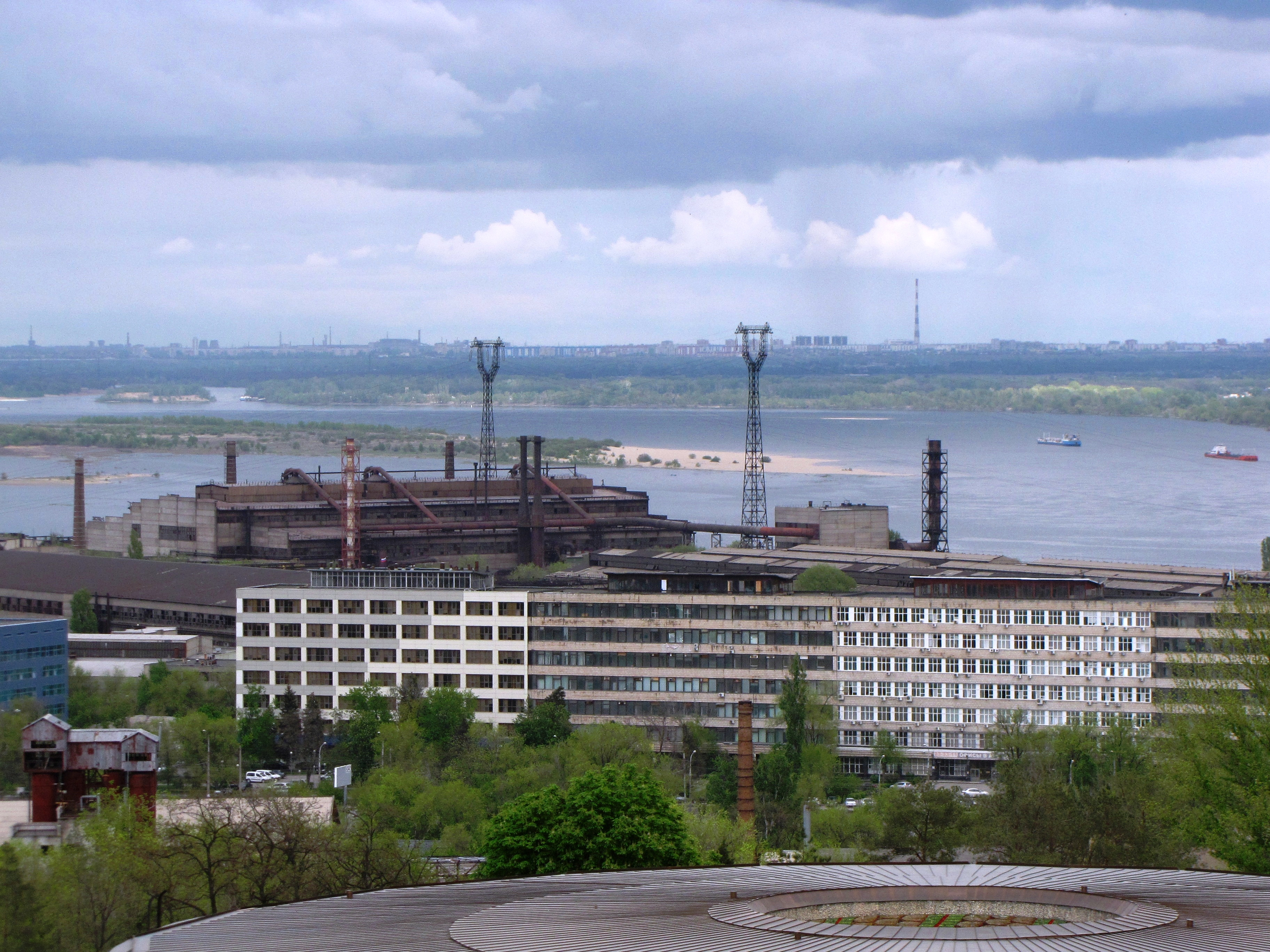
Panoramica della Fabbrica "Ottobre Rosso"
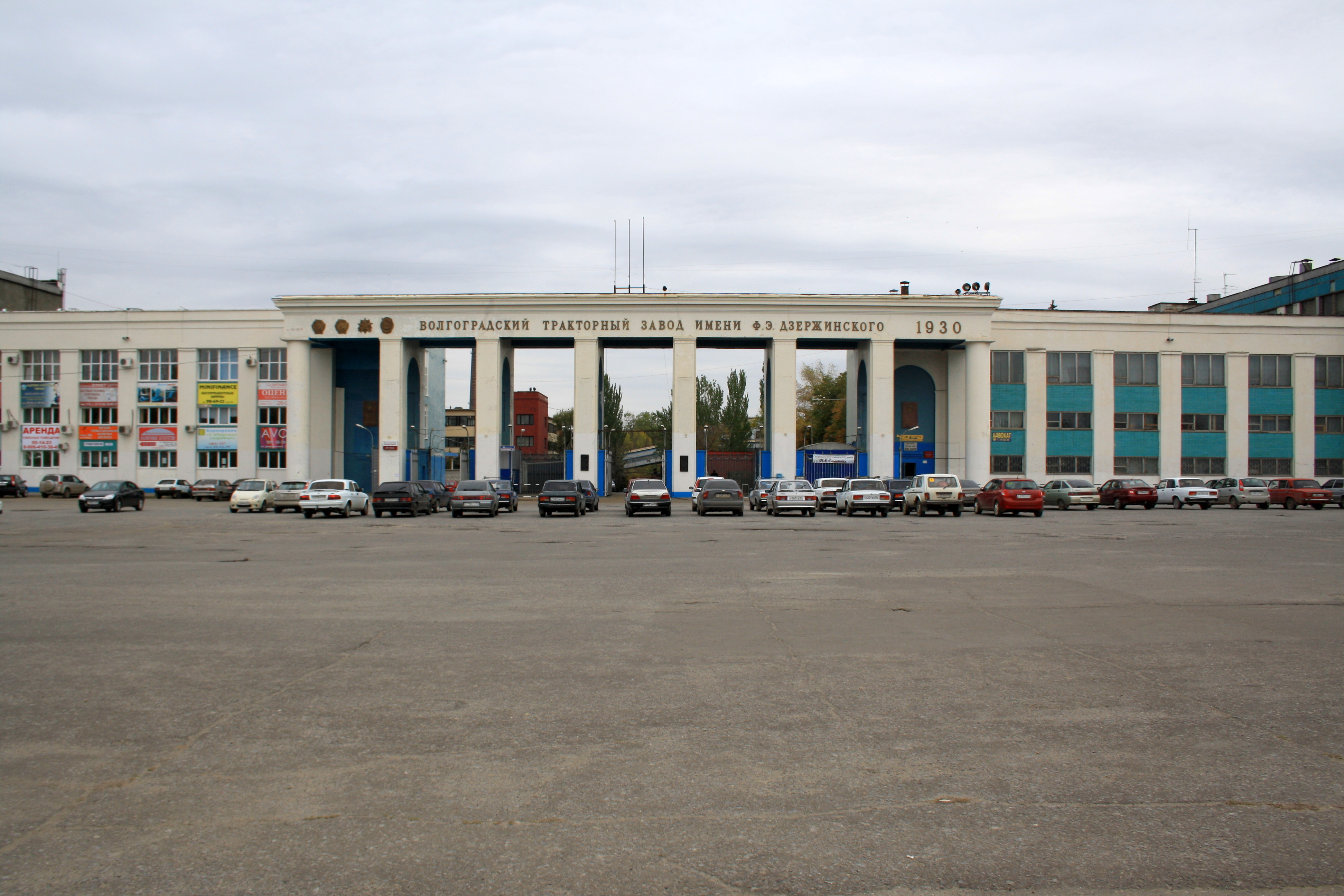
La Fabbrica di trattori di Volgograd
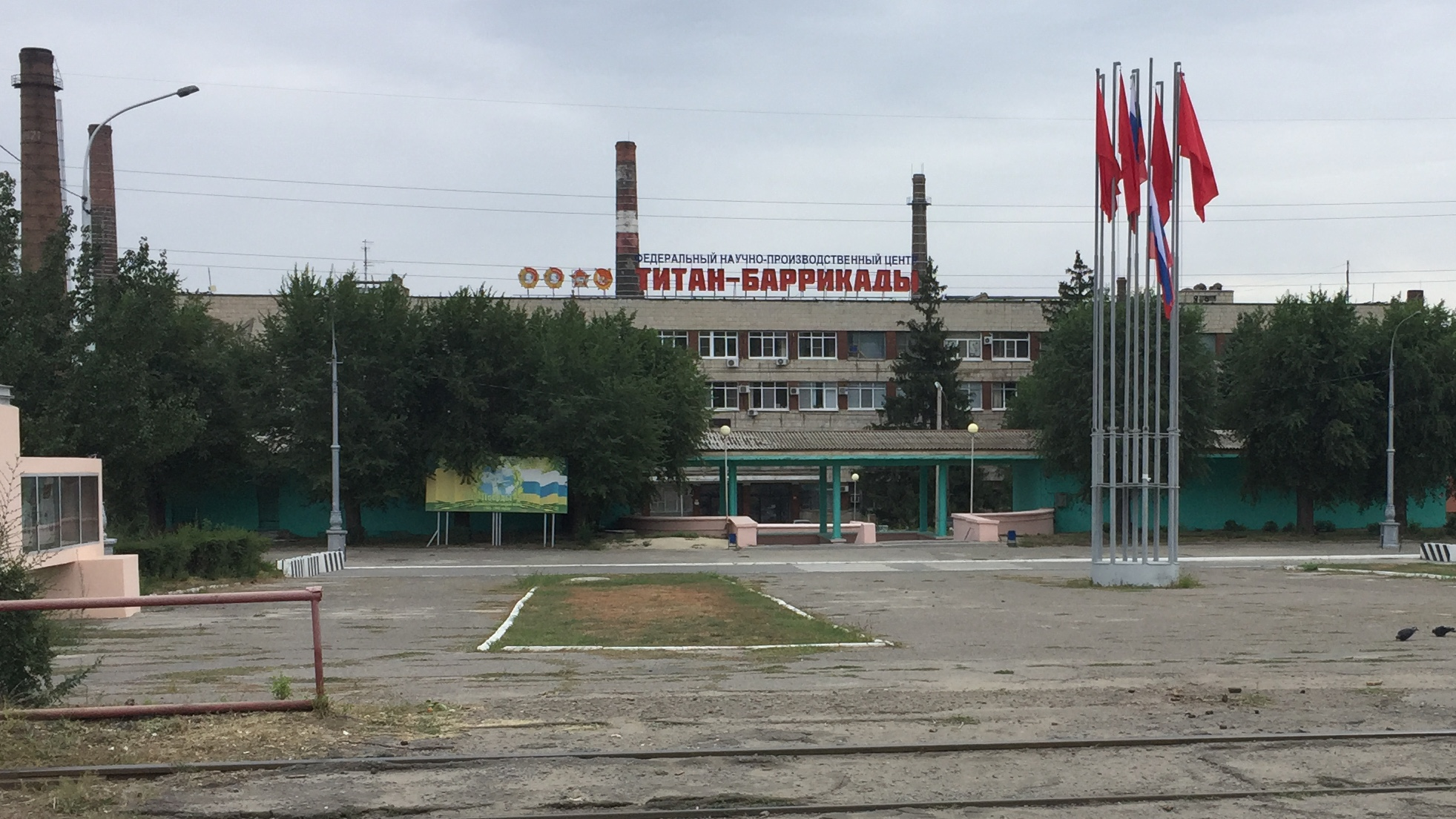
La fabbrica Titan-Barrikadij

## Monumenti e luoghi d'interesse

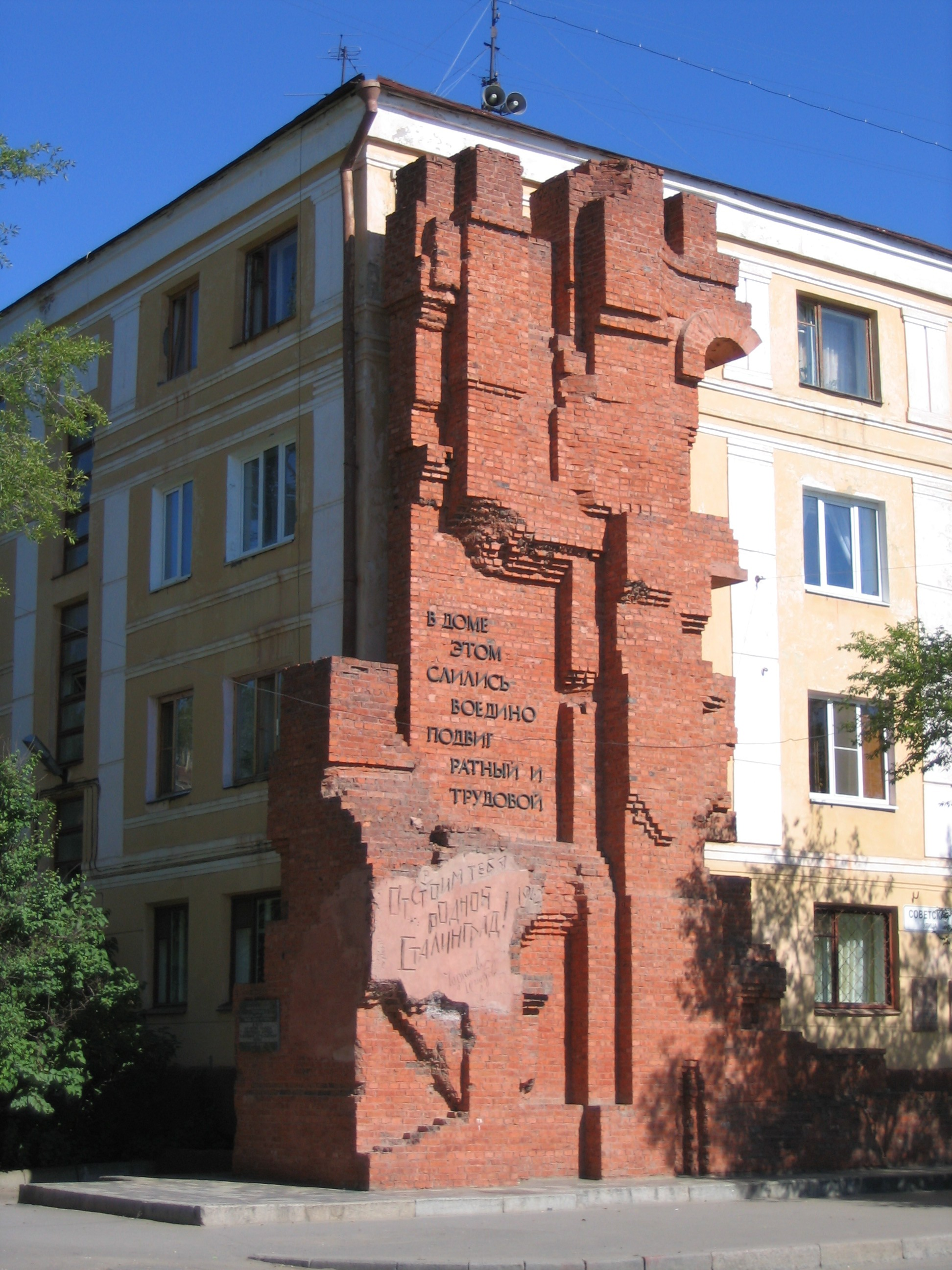
Casa di Pavlov
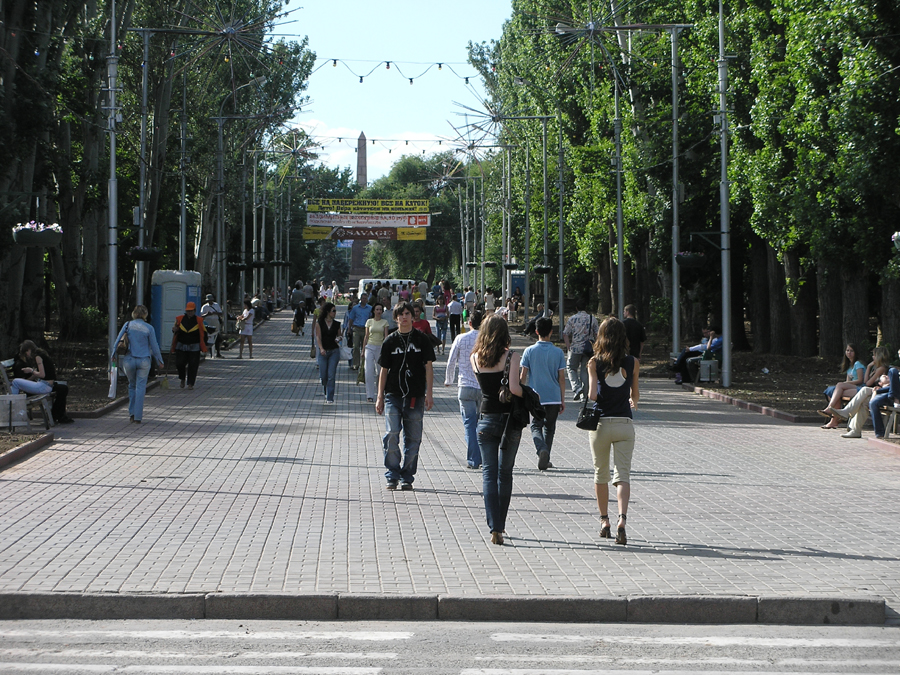
Viale degli eroi
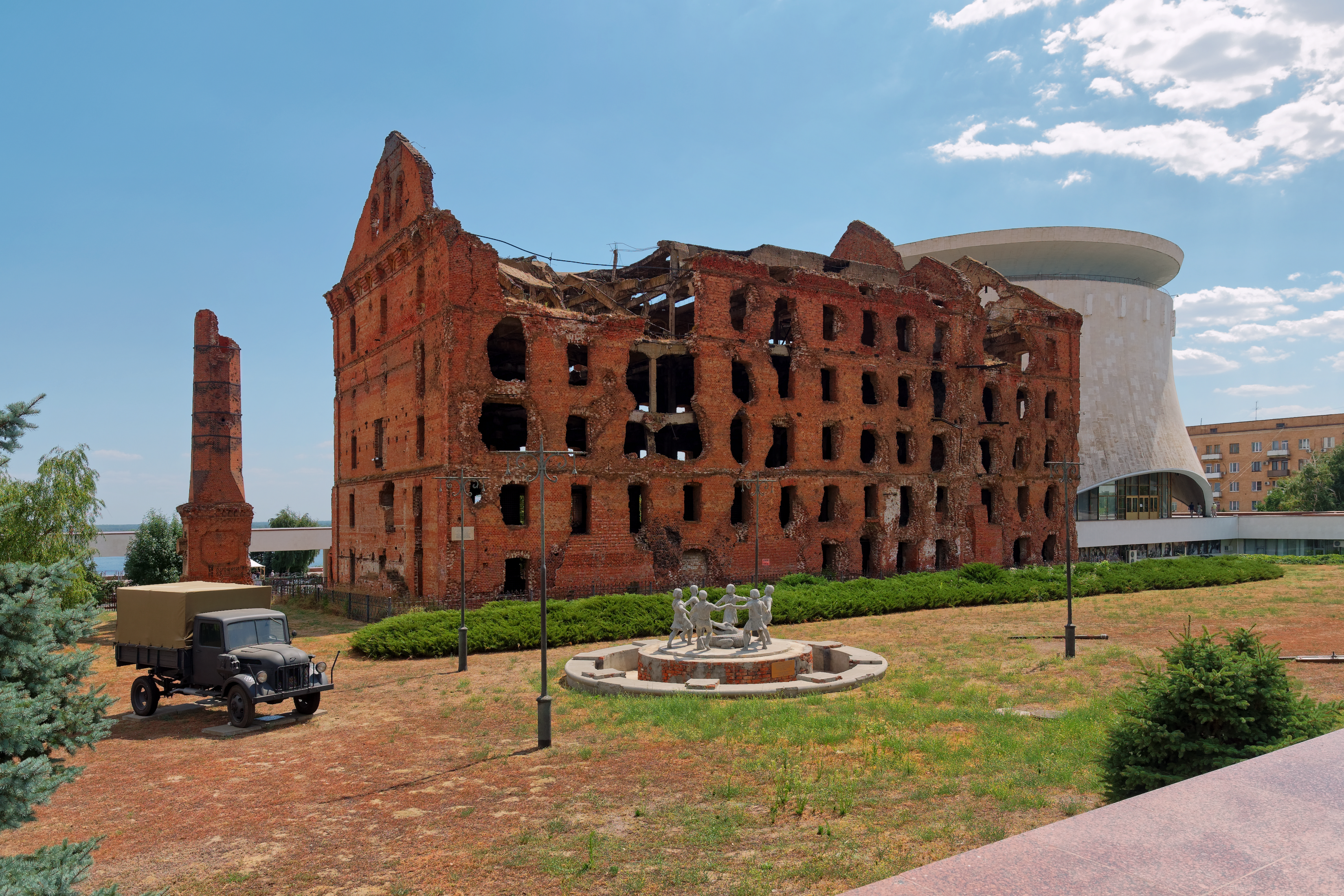
Rovine del vecchio mulino
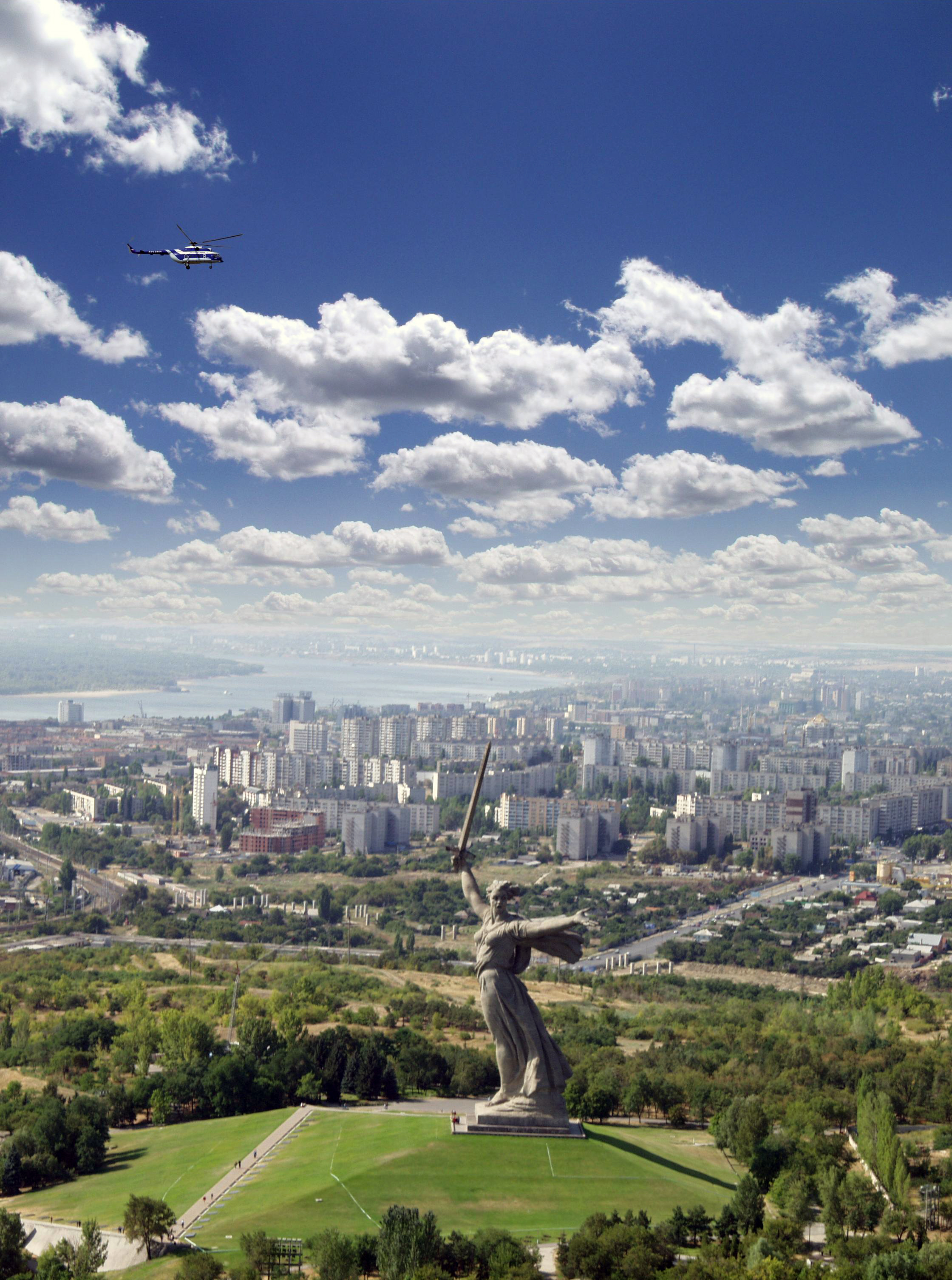
Mamaev Kurgan con la statua di La Madre Patria Chiama!
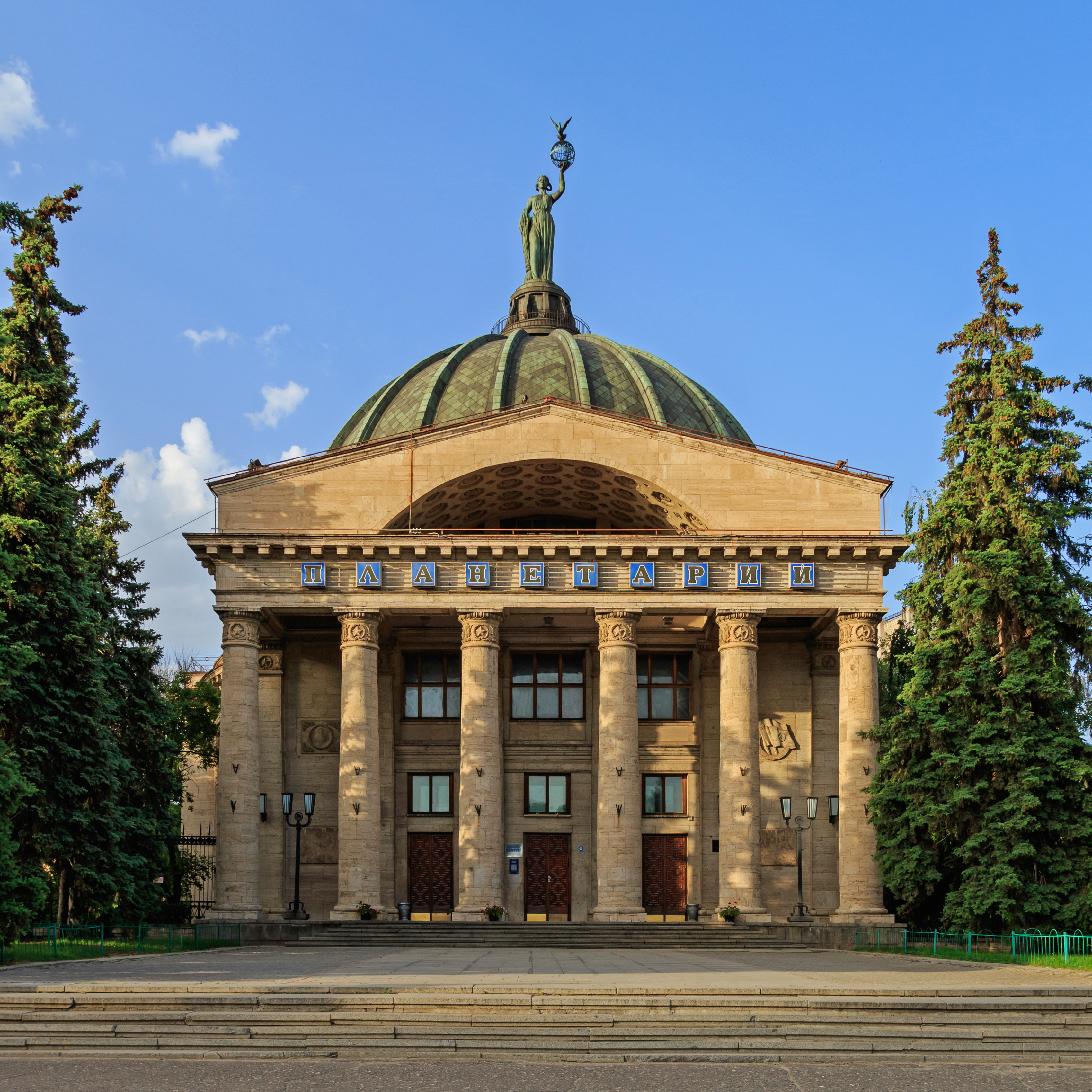
Il Planetario di Volgograd

- Mamaev Kurgan, secondo il motto nazionale, è il punto più alto della Russia. Situato sulla collina di Mamaev, rappresenta uno storico monumento dedicato agli eroi della grande battaglia; il monumento centrale di questo insieme è la scultura La Madre Patria chiama!, alta 52 metri, 6 metri in più della Statua della Libertà di New York (che però, con il basamento, arriva a 93 metri).
- Il museo panoramico, dedicato alla sconfitta delle truppe tedesche della Wehrmacht a Stalingrado, è stato aperto nel 1982 ed è situato nel centro della città.
- I resti del vecchio mulino sono l'unico edificio sopravvissuto alla guerra.
- La casa di Pavlov (in russo Дом Павлова?), edificio in mattoni che fu uno dei punti strategici durante la battaglia.
- La via degli eroi, una strada pedonale che affianca le sponde del Volga. Termina con un obelisco, inaugurato l'8 settembre 1985, dedicato agli eroi dell'Unione Sovietica e con la medaglia alla regione di Volgograd. Su questo obelisco si possono leggere i nomi dei 127 eroi, tra i quali, tre persone sono citate due volte, chiamati eroi dell'Unione Sovietica, e 28 di loro hanno ricevuto la medaglia di gloria.
- Planetario di Volgograd, aperto il 19 settembre 1954

## Geografia fisica

### Clima

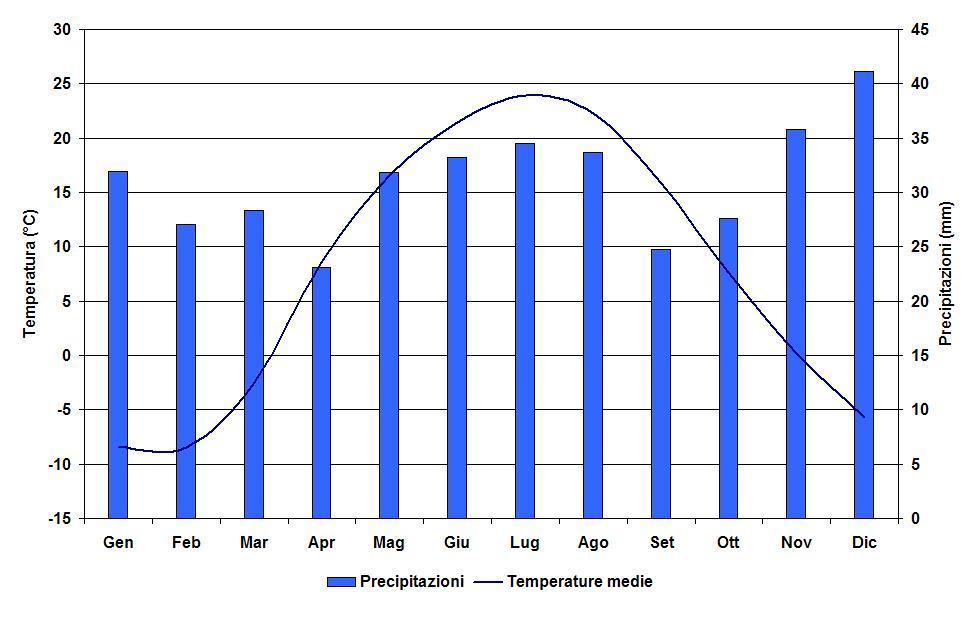
Climogramma di Volgograd.

La città ha un tipico clima continentale, al limite con il clima steppico, viste le scarse precipitazioni, con inverni rigidi ed estati brevi ma calde. Le precipitazioni sono modeste (in media 347 mm).

## Organizzazione territoriale
| Distretto          | Area km² | Popolazione (al 1º gennaio 2011) |
| ------------------ | -------- | -------------------------------- |
| Traktorozavodskij  | 54       | 140 269                          |
| Krasnooktjabr'skij | 34,2     | 151 698                          |
| Central'nij        | 11,2     | 85 553                           |
| Dzeržinskij        | 85,8     | 180 774                          |
| Vorošilovskij      | 27,8     | 83 141                           |
| Sovetskij          | 63       | 107 309                          |
| Kirovskij          | 71,5     | 104 355                          |
| Krasnoarmejskij    | 230      | 167 763                          |

Da marzo del 2010 tutti i distretti sono stati amministrativamente fusi con l'amministrazione cittadina, compresi i microdistretti di Gor'kovskij, Gumrak e Vodstroj.

### Krasnoarmejskij
È il più grande e il più meridionale distretto della città ed occupa un'area di 23 000 ettari, pari al 45% della superficie di Volgograd, sviluppandosi per una lunghezza di 35 chilometri lungo il Volga. È stato ufficialmente istituito il 21 marzo 1944 sul luogo di un insediamento del XVIII secolo, fino ad allora Sarepta.
Al suo interno c'è Staraja Sarepta, piccolo paese costruito nel 1765, ora diventato una sorta di museo. Rimarchevole il Monumento a Lenin (si tratta di una scultura di 27 metri, la più alta della categoria) e una scultura di Zurab Konstantinovič Cereteli raffigurante un ippopotamo (costruzione alta mezzo metro).
Nel marzo 2010 è stata incluso nel distretto Krasnoarmejskij l'ex insediamento di tipo urbano di Južnyj.

## Infrastrutture e trasporti

### Trasporto pubblico
Volgograd è dotata di numerose linee tramviarie e di autobus. Vi è inoltre una linea metrotranviaria, nota come Volgograd Metrotram.

### Aeroporto
La città è servita dall'Aeroporto di Volgograd, importante scalo aeroportuale internazionale nella Russia meridionale. La compagnia aerea russa Volga-Aviaexpress ha la propria base all'aeroporto ed effettua i voli di linea verso la capitale russa Mosca, San Pietroburgo, e Soči sul Mar Nero. Inoltre all'Aeroporto di Volgograd effettuano i voli di linea le compagnie aeree russe Aeroflot, Aeroflot-Nord, Rossiya Airlines, S7 Airlines, UTair, Kolavia.

## Amministrazione

### Gemellaggi
Volgograd è gemellata con:
- Coventry, dal 1943
- Ostrava, dal 1948
- Digione, dal 1959
- Kemi, dal 1959
- Liegi, dal 1959
- Torino, dal 1961
- Porto Said, dal 1962
- Chennai, dal 1967
- Hiroshima, dal 1972
- Colonia, dal 1988
- Chemnitz, dal 1988
- Cleveland, dal 1990
- Toronto, dal 1991
- Chengdu, dal 1994
- Jilin, dal 1994
- Erevan, dal 1998
- Kruševac, dal 1999
- Ruse, dal 2001
- Tiraspol, dal 2006
- Smirne, dal 2006
- Płońsk, dal 2008
- Ortona, dal 2011
- Sandanski, dal 2008
- Olevano Romano, dal 2011[12]